# Širákov
Širákov – wieś (obec) na Słowacji położona w kraju bańskobystrzyckim, w powiecie Veľký Krtíš. Pierwsze wzmianki o miejscowości pochodzą z roku 1303.
Według danych z dnia 31 grudnia 2012, wieś zamieszkiwało 210 osób, w tym 110 kobiet i 100 mężczyzn.
W 2001 roku pod względem narodowości i przynależności etnicznej 23,92% mieszkańców stanowili Słowacy, a 76,08% Węgrzy.
Ze względu na wyznawaną religię w 2001 roku 99,22% mieszkańców było katolikami rzymskimi, a 0,78% ateistami.